# Меринґія трижилкова
Меринґія трижилкова, мерингія трижилкова  (Moehringia trinervia) — вид рослин з родини гвоздикових (Caryophyllaceae), поширений у Євразії й Північній Африці.

## Опис
Однорічна або дворічна (зрідка недовговічна багаторічна) трав'яниста рослина 10–20 см заввишки. Рослина коротко запушена. Стебла від ослаблих до висхідних. Листки нижні черешкові, верхні безчерешкові, яйцевидно-довгасті, з 3–5 жилками, 10–30 мм завдовжки, з опушеною нижньою стороною і краями. Квітки поодинокі й пахвові або в кінцевих або пахвових суцвіттях. Квітка: пелюстки звичайно 5, чашолистки 5, тичинки 10. Чашолистки гострі, 3–5 мм довжиною, з 3 жилками, що виступають. Пелюстки трохи коротші від чашолистків; коробочки теж коротші від чашолистків. Насіння чорне, кулясте, блискуче. 2n = 24.

## Поширення
Вид поширений у Європи, на заході Північної Африки, у помірній Азії.
В Україні вид зростає в світлих лісах, серед чагарників, на трав'янистих схилах — у Карпатах, Поліссі, Лісостепу і Криму, зазвичай; в Степу, рідко.

## Галерея

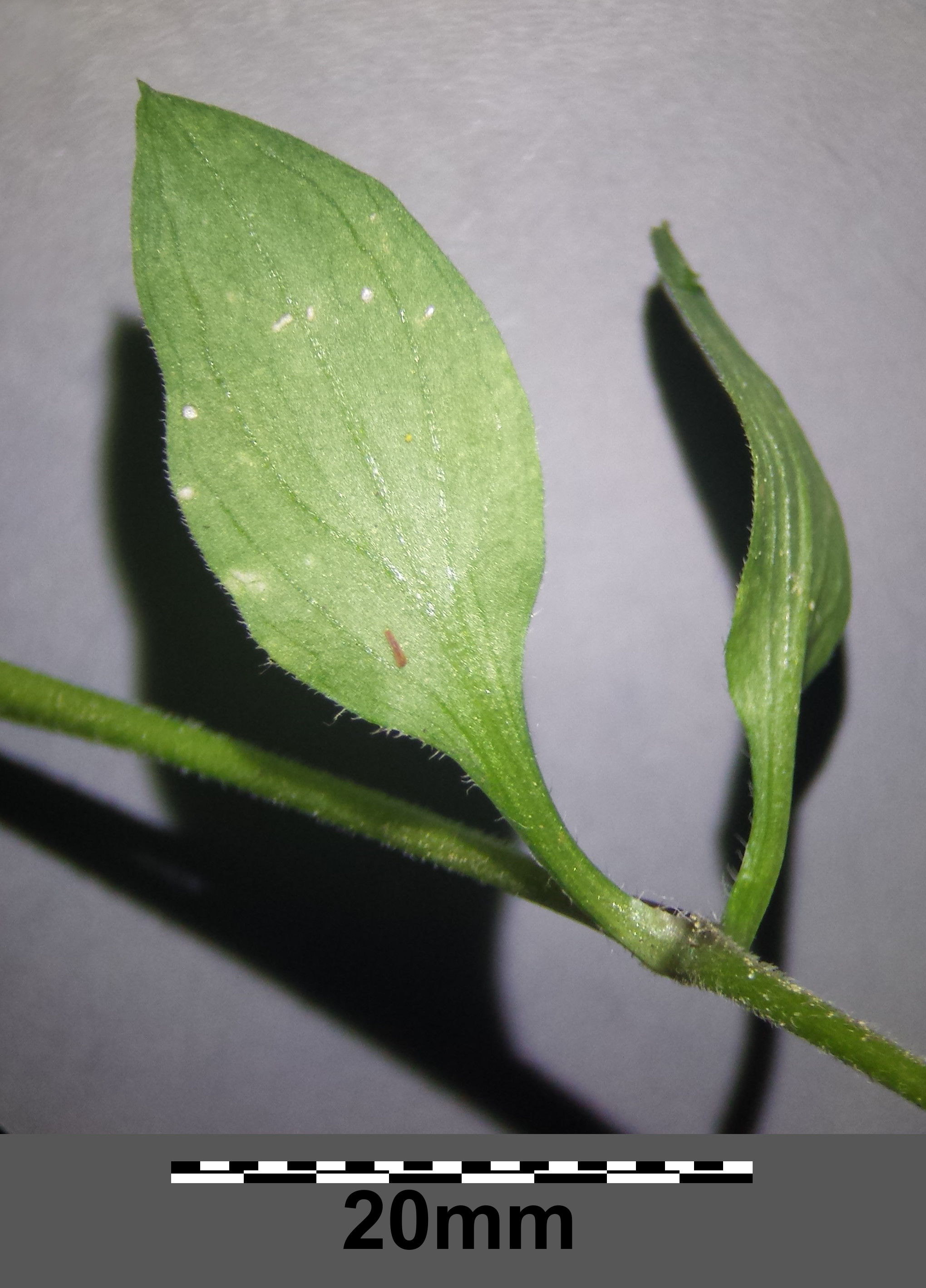
стебло й листок
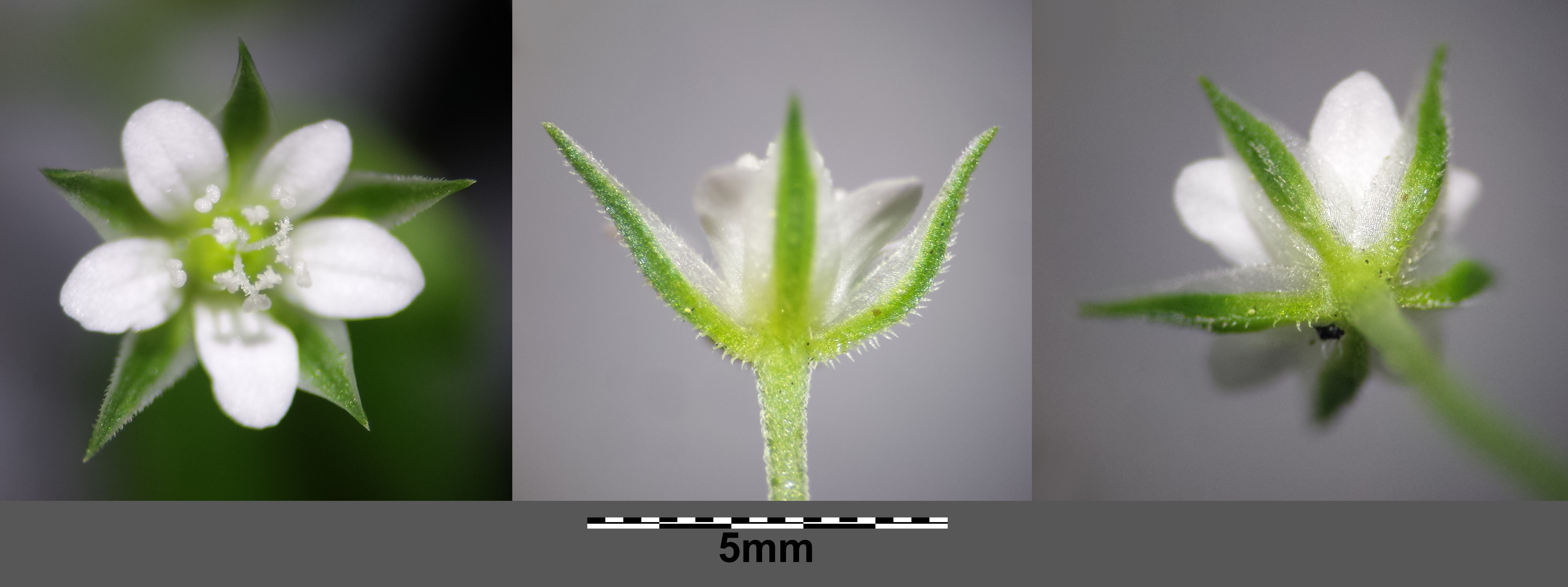
квітка
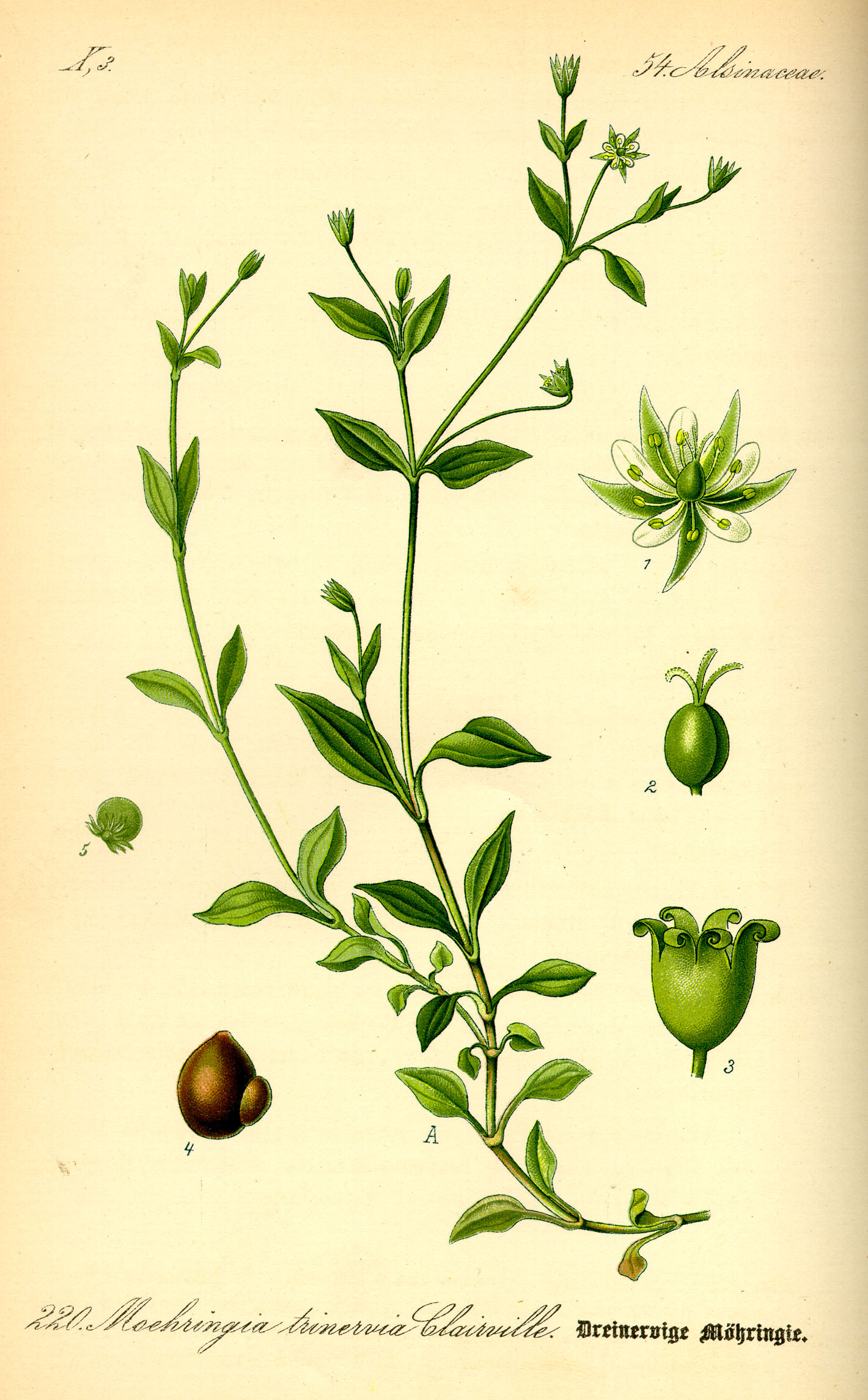
ілюстрація